# ОШ Радован Ковачевић Леце
ОШ „Радован Ковачевић” у насељу Леце, једна је од установа основног образовања на територији општине Медвеђа.
Школа носи име по Радовану Ковачевићу Максиму, учеснику Народноослободилачке борбе и народном хероју Југославије.
Поред матичне школе постоје и издвојена одељења у местима Газдаре, Стубла, Дренце, Доњи Гајтан и Горњи Гајтан. Настава се одвија укупно у 15 учионица.